# Хансон, Джек Гленнон
Джек Гленнон Хансон (18 сентября 1930 – 7 июня 1951) солдат армии США, участник Корейской войны. Награждён посмертно медалью Почёта за свои действия 7 июня 1951 года, когда он спас товарищей по взводу. 

## Наградная запись к медали Почёта
Ранк и часть: Рядовой первого класса, армия США, рота F, 31-й пехотный полк, 7-я пехотная дивизия
Место и дата: близ Пахчи-дон, Корея 7 июня 1951 года
Поступил на службу: Галвестон, Техас
Родился: 18 сентября 1930 года, Эскатаупа, Мисс[ури]   
G.O. No.: 15, 1 февраля 1952
Рядовой первого класса Хэнсон, пулемётчик первого взвода роты F, отличился благодаря выдающейся храбростьи и бесстрашия, рискуя своей жизнью, выходя за рамки служебного долга, в действиях против вооружённого врага Организации Объединенных Наций. Рота, занимавшая оборонительную позицию на двух холмах, имевших стратегическое значение, разделенных широкой седловиной, в 03:00 попала под безжалостную атаку противника. Основной удар был сосредоточен на подходе к водоразделу в пределах досягаемости пулемёта рядового первого класса Хансона. В ходе начальной фазы боя 4 стрелка были ранены и эвакуированы, а численно превосходящий противник, наступая под покровом темноты, проник в район,  командный пункт и взвода вооружения оказались в непосредственной опасности. После получения приказа отойти на ключевой участок выше и правее позиции рядового первого класса Хансона,   он добровольно остался, чтобы прикрыть отход своим огнём. После того, как солдаты на отходе вели арьергардный бой на новом месте, стало известно, что помощник Хансона и трое стрелков были ранены и отползли в безопасное место, и что Хансон в одиночку держал оборону. После того, как первый взвод реорганизовался, контратаковал и примерно в 05:30 вернул исходные позиции, было найдено  рядового первого класса Хансона, он лежал перед своей огневой позицией, боезапас пулемёта был израсходован, в правой руке был зажат разряженный пистолет а в левой руке -  окровавленное мачете. Вокруг Хансона лежали 22 тела солдат противника.. Непревзойденная доблесть, вдохновенное поведение и добровольное самопожертвование Хансона позволили его рота сдержать врага и вернуть себе господствующую высоту и принесли непреходящую славу ему и благородным традициям военной службы.
Оригинальный текст (англ.)
Rank and organization: Private First Class, U.S. Army, Company F, 31st Infantry Regiment, 7th Infantry Division
Place and date: Near Pachi-dong, Korea, June 7, 1951
Entered service at: Galveston, Tex. Born: September 18, 1930, Escatawpa, Miss.
G.O. No.: 15, February 1, 1952
Pfc. Hanson, a machine gunner with the 1st Platoon, Company F, distinguished himself by conspicuous gallantry and intrepidity at the risk of his life above and beyond the call of duty in action against an armed enemy of the United Nations. The company, in defensive positions on two strategic hills separated by a wide saddle, was ruthlessly attacked at approximately 0300 hours, the brunt of which centered on the approach to the divide within range of Pfc. Hanson's machine gun. In the initial phase of the action, 4 riflemen were wounded and evacuated and the numerically superior enemy, advancing under cover of darkness, infiltrated and posed an imminent threat to the security of the command post and weapons platoon. Upon orders to move to key terrain above and to the right of Pfc. Hanson's position, he voluntarily remained to provide protective fire for the withdrawal. Subsequent to the retiring elements fighting a rearguard action to the new location, it was learned that Pfc. Hanson's assistant gunner and 3 riflemen had been wounded and had crawled to safety, and that he was maintaining a lone-man defense. After the 1st Platoon reorganized, counterattacked, and resecured its original positions at approximately 0530 hours, Pfc. Hanson's body was found lying in front of his emplacement, his machine gun ammunition expended, his empty pistol in his right hand, and a machete with blood on the blade in his left hand, and approximately 22 enemy dead lay in the wake of his action. Pfc. Hanson's consummate valor, inspirational conduct, and willing self-sacrifice enabled the company to contain the enemy and regain the commanding ground, and reflect lasting glory on himself and the noble traditions of the military service
— 